# Churchdown
Churchdown is een civil parish in het Engelse graafschap Gloucestershire met 10.990 inwoners.

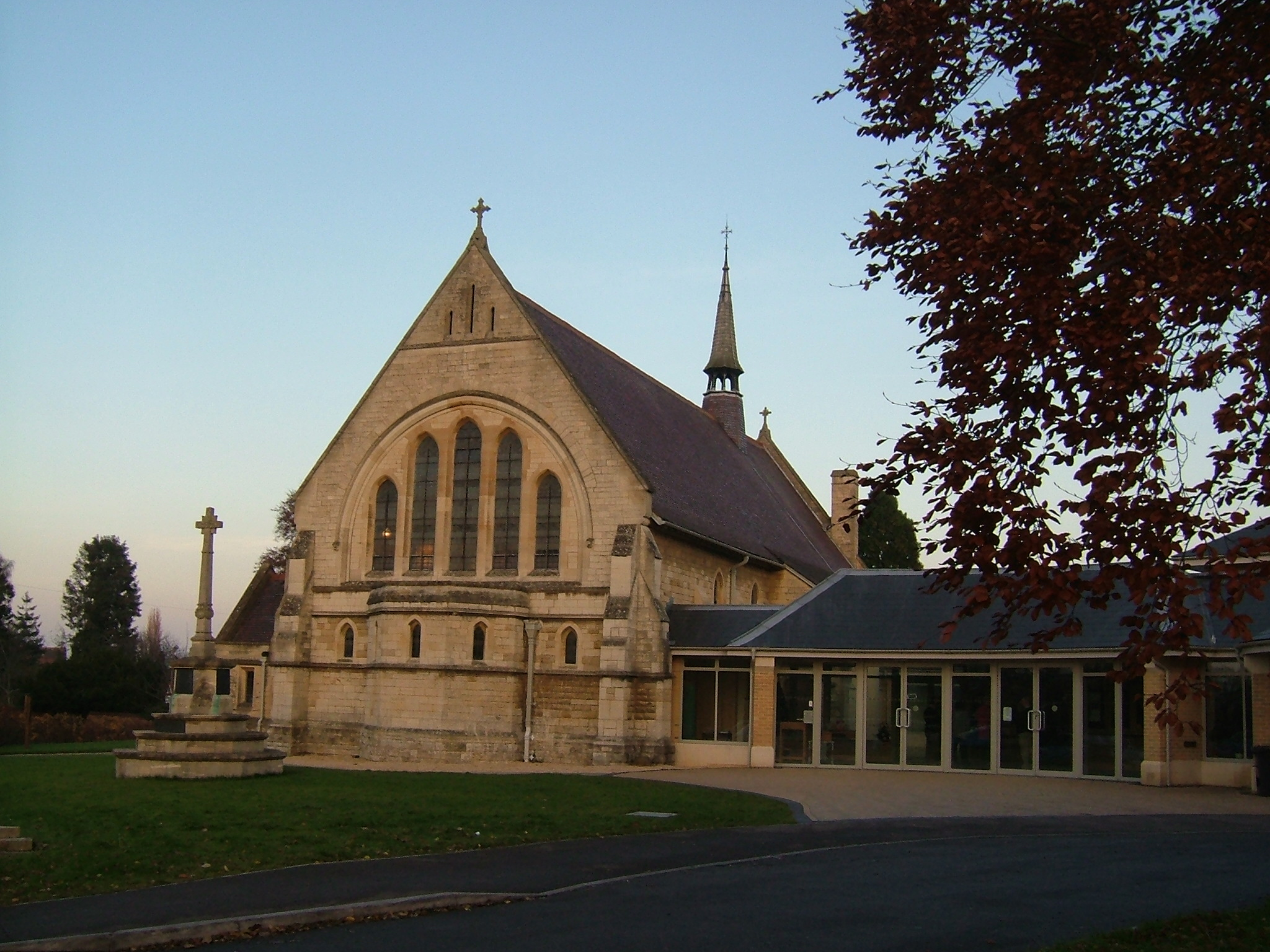
Kerk van St Andrew